# Cryptoblepharus mertensi
Cryptoblepharus mertensi (змієокий сцинк Мертенса) — вид сцинкоподібних ящірок родини сцинкових (Scincidae). Ендемік Австралії. Вид названий на честь німецького герпетолога Роберта Мертенса.

## Поширення і екологія
Змієокі сцинки Мертенса мешкають на північному сході Північної Території, зокрема на узбережжі затоки Карпентарія. Вони живуть в сезонно сухих тропічних лісах та в прибережних заростях. Ведуть деревний спосіб життя, відкладають яйця.